# اسم نائب
الأسماء النائبة أو أسماء الحيز هي كلمات يمكنها الإشارة إلى ما لم يكن له اسم بعد، أو إلى ما كان اسمه منسيًا حين الكلام، غير ذي صلة، أو غير معروف في السياق الذي تتم مناقشته فيه.

## الوظيفة اللسانية
نحويًّا، تصنف هذه العناصر النائبة عادةً كأسماء، ويمكن استخدامها للإشارة إلى أشخاص (مثل فلان وعلان) أو كائنات (مثل كذا وكذا). تشترك مع الضمائر في وجوب الإحالة إلى مرجع عبر السياق؛ ولكن، على عكس الضمير، يظل من الممكن استخدامها بدون مرجع: كون أهمية الاتصال لا تكمن في الشيء المشار إليه اسمياً من قبل العنصر النائب، ولكن في السياق الذي يحدث فيه العنصر النائب.